# FC Nantes
Football Club de Nantes (v letech 1992–2007 Football Club de Nantes Atlantique) je francouzský fotbalový klub, který vznikl 21. dubna 1943 sloučením šesti klubů. V sezoně 2008/09 sestoupil z Ligue 1 do Ligue 2, po sezoně 2012/13 se do francouzské nejvyšší soutěže vrátil.
Kvůli žluto-zeleným dresům se týmu přezdívá kanárci.

## Získané trofeje

### Vyhrané domácí soutěže
- 1. francouzská liga ( 8× )

(1964/65, 1965/66, 1972/73, 1976/77, 1979/80, 1982/83, 1994/95, 2000/01)
- Francouzský fotbalový pohár ( 4× )

(1979, 1999, 2000, 2022)
- Francouzský superpohár ( 3× )

(1965, 1999, 2001)

### Vyhrané mezinárodní soutěže
- Semifinále Ligy mistrů (1995/96)

## Významní hráči
- Maxime Bossis (1973-1985, 1990-1991)
- Vahid Halilhodžić (1981-1986)